# AN/WLR-1
AN/WLR-1は、アメリカ海軍が開発した電波探知装置。電子戦支援（ESM）および電子情報（ELINT）に用いられる。

## WLR-1Gおよびそれ以前
AN/WLR-1は、潜水艦版のAN/BLR-1および水上艦版のAN/SLR-2を同時に代替することを目的として、1960年代に登場した。1968年のプエブロ号事件でAN/WLR-1Aが朝鮮民主主義人民共和国の手に落ちたことから、このバージョンについては機密が破綻したものと判断されたが、情報活動には引き続き用いられた。その後、順次にAN/WLR-1B, -1C, -1D, -1F, -1Gが開発・配備された。在来型の最終発達型であるAN/WLR-1Gではチューナーがソリッドステート化されている。
周波数帯としては、バンド1（50-100MHz）、バンド2（90-180MHz）、バンド3（160-320MHz）、バンド4（300-600MHz）、バンド5（550-1,10MHz）、バンド6（1,010-2,600MHz）、バンド7（2,575-4,450MHz）、バンド8（4,406-7,375MHz）、バンド9（7,300-10,750MHz）の9つが設定された。空中線部としては、無指向性アンテナ（OMNIアンテナ）と方向探知（DF）用のスピナー・アンテナが用いられた。具体的な配置は各艦・各機種によって異なるが、例えばAN/WLR-1Cを搭載したカナダ海軍のイロクォイ級ミサイル駆逐艦においては、低周波のバンド1-3（50-320 MHz）用のAS-5048（右舷）およびAS-5058（左舷）が両舷一組に、またAS-5045、AS-899（バンド6-9; 1010-10750 MHz用）、AS-5050（バンド4-8; 300-7375 MHz用) 、AS-5043（バンド4-5; 300-1100 MHz用）がマスト上に適宜配置されていた。
なお上記のとおり、特に射撃指揮に使われることが多いXバンドの一部に対応できなかったほか、周波数走査も遅かったことから、本機と併用するためのレーダー警報受信機（RWR）として、1960年代後半から1970年代前半にかけてAN/WLR-3やAN/WLR-11が開発・配備された。

## WLR-1H
1979年、ST社とアルゴ社（ARGOSystems）に対して、AN/WLR-1の改良計画が発注された。これに応じてアルゴ社が開発したのが、全面的な改設計型であるAN/WLR-1Hであった（なおST社はAN/WLR-1Gの信号識別インターフェースの改良を行った）。これは本質的に、WLR-1シリーズの後継として配備されていたAN/WLR-8に匹敵するレベルまで性能を向上させるものであり、実際、1983年9月には、AN/WLR-1Hの低コストが評価されて、AN/WLR-8(V)4の開発計画が中止されている（AN/WLR-1GからAN/WLR-1Hへのアップグレードにかかる費用は90万ドルであった）。1993年末までに、アルゴ社は100機以上のAN/WLR-1Hを生産していた。
AN/WLR-1Hでは、レーダー周波数の趨勢変化に対応して、周波数の区分を6つに変更するとともに、550MHz以下の帯域を切り捨てるかわりに10-20GHz級の高周波数帯にも対応するようになった。また解析速度が大幅に迅速化された（100マイクロ秒）ほか、同時に複数周波数帯を電子的に走査できるようになった。対応可能な信号特性は下記の通りである。
- パルス幅：1 - 50,000マイクロ秒
- PRF：20Hz - 2MHz
- バンド幅：20 MHz

本機は同時に300の発信源を追尾することができた。また、従来機と同様に個々の信号を手動で識別できるほか、内蔵のライブラリと照合しての分析支援能力も付与された。ライブラリには1500のレーダー動作モード、300のレーダー、150のプラットフォーム、80の脅威を登録できた。
(V)3では方向探知用として固定式のワイド・オープン型アンテナが導入され、これを含めて4つのアンテナが用いられていたが、(V)5ではアンテナが1つに統合されるとともに、水平線超え（OTH）での探知・測的能力が付与された。
またNAVSEAは、1998年度計画よりシステムの商用オフザシェルフ（COTS）化などの改良計画に着手した。これによって開発されたのが(V)7で、1999年6月より「アイゼンハワー」で洋上試験に入り、良好な成績を残したことから、2000年より航空母艦および沿岸警備隊のカッター向けの調達が開始された。これは0.5-18GHzの電波をリアルタイムで探知して、処理・方向探知・評定を行うことが出来る。空中線部としてはAN/AS-4122Aが用いられている。これは回転式のDFアンテナと3バンドの無指向性アンテナから構成されている。